# Robert Parasian Tobing
Robert Parasian Tobing – indonezyjski brydżysta, World International Master (WBF).

## Wyniki brydżowe

### Olimpiady
Na olimpiadach uzyskał następujące rezultaty:
| Olimpiady brydżowe. Zawody teamów | Olimpiady brydżowe. Zawody teamów | Olimpiady brydżowe. Zawody teamów    | Olimpiady brydżowe. Zawody teamów | Olimpiady brydżowe. Zawody teamów | Olimpiady brydżowe. Zawody teamów |
| Rok                               | Miejsce                           | Zawody                               | Kategoria                         | Drużyna                           | Pozycja                           |
| --------------------------------- | --------------------------------- | ------------------------------------ | --------------------------------- | --------------------------------- | --------------------------------- |
| 2004                              | Stambuł                           | 12. Olimpiada Teamów                 | Open                              | Indonesia                         | 25                                |
| 2002                              | Salt Lake City                    | 4. Mistrzostwa o Wielką Nagrodę MKOL | Open                              | Indonesia                         | 5                                 |

### Zawody światowe
W światowych zawodach zdobył następujące lokaty:
| Mistrzostwa Świata. Konkurencja teamów | Mistrzostwa Świata. Konkurencja teamów | Mistrzostwa Świata. Konkurencja teamów                | Mistrzostwa Świata. Konkurencja teamów | Mistrzostwa Świata. Konkurencja teamów | Mistrzostwa Świata. Konkurencja teamów |
| Rok                                    | Miejsce                                | Zawody                                                | Kategoria                              | Drużyna                                | Pozycja                                |
| -------------------------------------- | -------------------------------------- | ----------------------------------------------------- | -------------------------------------- | -------------------------------------- | -------------------------------------- |
| 2014                                   | Sanya                                  | 14. Seria Mistrzostw Świata                           | Open                                   | Pertamina EP                           | 84                                     |
| 2014                                   | Sanya                                  | 14. Seria Mistrzostw Świata                           | Miksty                                 | Pertamina EP Red                       | 38                                     |
| 2013                                   | Nusa Dua                               | 41. Mistrzostwa Świata Teamów                         | Open                                   | Indonesia                              | 10                                     |
| 2013                                   | Nusa Dua                               | 41. Mistrzostwa Świata Teamów                         | Trans                                  | Indonesia Open                         | 5                                      |
| 2011                                   | Veldhoven                              | 40. Mistrzostwa Świata Teamów                         | Trans                                  | Indonesia                              | 55                                     |
| 2010                                   | Filadelfia                             | 13. Seria Mistrzostw Świata                           | Open                                   | Indonesia Gabrial UI                   | 65                                     |
| 2007                                   | Szanghaj                               | 38. Mistrzostwa Świata Teamów                         | Open                                   | Indonesia                              | 13                                     |
| 2007                                   | Szanghaj                               | 38. Mistrzostwa Świata Teamów                         | Trans                                  | Indonesia Open                         | 9                                      |
| 2004                                   | Stambuł                                | 3. Transnarodowe Mistrzostwa Świata Teamów Mikstowych | Miksty                                 | Kaltim Prima Coal                      | 48                                     |
| 2003                                   | Monte Carlo                            | 36. Mistrzostwa Świata Teamów                         | Trans                                  | Sacul                                  | 35                                     |
| 2003                                   | Monte Carlo                            | 36. Mistrzostwa Świata Teamów                         | Open                                   | Indonesia                              | 10                                     |
| 2002                                   | Montreal                               | 11. Mistrzostwa Świata                                | Open                                   | Munawar                                | 3                                      |
| 2001                                   | Paryż                                  | 35. Mistrzostwa Świata Teamów                         | Trans                                  | Manoppo                                | 40                                     |
| 2001                                   | Paryż                                  | 35. Mistrzostwa Świata Teamów                         | Open                                   | Indonesia                              | 8                                      |
| 2000                                   | Maastricht                             | 11. Olimpiada Brydżowa                                | Miksty                                 | Lippo Bank I                           | 25                                     |
| 2000                                   | Southampton                            | 34. Mistrzostwa Świata Teamów                         | Trans                                  | Munawak                                | 10                                     |
| 2000                                   | Southampton                            | 34. Mistrzostwa Świata Teamów                         | Open                                   | Indonesia                              | 5                                      |
| 1998                                   | Lille                                  | 10. Mistrzostwa Świata                                | Open                                   | Sondakh                                | 97                                     |

| Mistrzostwa Świata. Konkurencja par | Mistrzostwa Świata. Konkurencja par | Mistrzostwa Świata. Konkurencja par | Mistrzostwa Świata. Konkurencja par | Mistrzostwa Świata. Konkurencja par | Mistrzostwa Świata. Konkurencja par |
| Rok                                 | Miejsce                             | Zawody                              | Kategoria                           | Partner                             | Pozycja                             |
| ----------------------------------- | ----------------------------------- | ----------------------------------- | ----------------------------------- | ----------------------------------- | ----------------------------------- |
| 2014                                | Sanya                               | 14. Seria Mistrzostw Świata         | Open                                | Taufik Gautama Asbi                 | 96                                  |
| 2014                                | Sanya                               | 14. Seria Mistrzostw Świata         | Miksty                              | Julita Grace Tueje                  | 54                                  |
| 2010                                | Filadelfia                          | 13. Mistrzostwa Świata              | Open                                | Taufik Gautama Asbi                 | 11                                  |
| 2002                                | Montreal                            | 11. Mistrzostwa Świata              | Open                                | Taufik Gautama Asbi                 | 67                                  |

## Klasyfikacja
- Robert Parasian Tobing – klasyfikacja WBF (ang.)